# Departement der Nieder-Elbe
Das Departement der Nieder-Elbe, später meist Departement Niederelbe geschrieben, anfangs auch Departement der Ilmenau, war vom 1. September 1810 bis zum 5. März 1811 ein Departement im Königreich Westphalen.

## Lage
Zum neuen Departement der Niederelbe gehörte das Land jenseits der Elbe (das Lauenburgische), mit Ausschluss von 15.000 Einwohnern, die dem französischen Kaiser vorbehalten waren. Weiterhin gehörten hinzu das Herzogtum Bremen, die sogenannte „Dritte Meile“ des Alten Landes mit der Stadt Buxtehude, der größte Teil des Fürstentums Lüneburg mit der Grafschaft Dannenberg und das Fürstentum Verden mit dem Teil, der an die Soltauer Heide grenzte. Weiterhin machten vom Elbe-Departement abgetretene Kantone einen Teil der Fläche aus.

## Geschichte
Am 1. März 1810 trat ein am 14. Januar 1810 in Paris geschlossener Vertrag über die Einverleibung des Restes des Kurfürstentums Hannover in Kraft. Lediglich etwa 15.000 Einwohner im Lauenburgischen wurden ausgenommen, ein Gebiet, das sich der Kaiser zu eigener Disposition vorbehielt. Integriert wurde das Fürstentum Calenberg, das Herzogtum Lüneburg, die Herzogtümer Bremen und Verden, die Grafschaften Hoya und Diepholz, das Land Hadeln, die Herrschaft Spiegelberg und das Fürstentum Lauenburg, mit insgesamt 218.615 Seelen. Damit umfasste das Königreich etwa 2,6 Millionen Untertanen, wodurch es zum zweitgrößten Land im Rheinbund aufstieg. Mit Dekret 78 vom 19. Juli 1810, es wurde zum 1. September 1810 wirksam, wurden die neu erworbenen Gebiete in drei Departements eingeteilt in:
- Norddepartement (Departement du Nord) oder Departement der Elbe- und Weser-Mündung
- Departement der Aller
- Department der Nieder-Elbe

Durch das Dekret 78 vom 19. Juli 1810 wurden die Kantone Mieste, Gardelegen (Stadt und Land) und Zichtau des Distrikts Salzwedel zum Distrikt Neuhaldensleben des Departement der Elbe, sowie die Kantone Bretsch und Pollitz des Distrikts Salzwedel zum Distrikt Stendal des Departements der Elbe geschlagen. Der Rest des Distrikts Salzwedel mit acht Kantonen (Jübar, Kalbe, Apenburg, Beetzendorf, Diesdorf, Salzwedel (Stadt und Land) und Arendsee) kam zum neuen Departement Nieder-Elbe. Einige Gemeinden vom Herzogtum Lüneburg, das Amt Klötze, wurden an den Kanton Jübar im Distrikt Salzwedel überwiesen.
Gleichzeitig mit der Auflösung des Departements der Weser zum 1. September 1810 hörten die Amtsverrichtungen der Gouvermentskommission zu Hannover auf.
Im Departement der Nieder-Elbe lebten Ende 1810 218.615 Menschen. Hauptort war Lüneburg.
Nach wenigen Monaten wurde das Departement der Niederelbe aufgelöst und kam am 5. März 1811 größtenteils an die neu geschaffenen französischen hanseatischen Departements. Der Distrikt Salzwedel kam wieder zum Departement der Elbe.

## Gliederung
| Distrikt  | Kantone |
| --------- | --- |
| Lüneburg  | Lüneburg, Medingen, Bienenbüttel, Uelzen, Ebstorf, Oldenstedt, Bodenteich, Bergen, Clenze, Hitzacker, Dannenberg, Bleckede, Scharnebeck, Bardowick und Artlenburg |
| Harburg   | Harburg, Hittfeld, Winsen an der Luhe, Garlstorf, Soltau, Visselhövede, Tostedt, Moisburg, Buxtehude und Wilhelmsburg                                             |
| Salzwedel | Quickborn, Lüchow, Gartow, Wustrow, Wittingen, Jübar, Kalbe, Apenburg, Beetzendorf, Diesdorf, Salzwedel (Stadt), Salzwedel (Land) und Arendsee                    |

## Präfektur
Für die Zeit des viermonatigen Bestehens wurde der Harburger Landdrost Detlef Barthold von Schrader zum Präfekten bestimmt und ihm der Helmstädter Präfektursekretär von Döring als Generalsekretär zur Seite gestellt.

## Postmeister im Departement der Niederelbe
Das Königreich Westphalen hatte die Posthoheit im Lande (siehe Postgeschichte des Königreichs Westphalen)
- Bergen: Stoffregen, Expedient
- Bienenbüttel: Hudwisky, Expedient
- Bleckede: Bucholz, Expedient
- Bodenteich: Lübbecke, Expedient
- Dannenberg: Kolbe, Direktor dritter Klasse
- Ebstorf: Lübbecke, Expediteur